# Un mal principio
Un mal principio es la primera novela de la serie Una serie de eventos desafortunados por Lemony Snicket.

## Argumento
El libro comienza con los tres niños Baudelaire, Violet, Klaus  y Sunny relajándose en Playa Salada cuando un amigo de la familia, el Sr. Poe, llega a decirles que sus padres han muerto en un terrible incendio que también ha destruido completamente su hogar y todas sus posesiones.
Ellos se alojan durante algunas semanas con el  Sr. Poe y su familia, mientras que el Sr. Poe  encuentra un tutor apropiado para ellos. Finalmente encuentra al Conde Olaf quien es su "tío".
Pero el Conde Olaf resulta ser todo menos un tutor apropiado. Es un hombre codicioso que desea la enorme fortuna de los Baudelaire (la cual permanece en el banco hasta que Violet cumpla la mayoría de edad) para él solo. Olaf descuida a los niños y los fuerza hacer todas sus tareas. 
Un día, forzó a los niños a hacer la cena para él y para su terrible grupo de teatro. Los Baudelaire, con la ayuda de su gentil vecina la Juez Strauss, preparan  pasta puttanesca. Sin embargo, Olaf se disgusta (ya que él quería roast beef) con los niños, y golpea a Klaus en la cara.
Al día siguiente, los niños visitan al Sr. Poe y le cuentan sobre lo sucedido. Él les explica que el concepto legal In loco parentis aplica que Olaf puede educarlos de la manera que él desee, y se despide deseándoles un buen día. Olaf se entera de lo sucedido y se disculpa con los niños. Entonces les informa a los niños que actuarán en una obra llamada La Boda Maravillosa por Al Funcoot (Al Funcoot es un anagrama de Count Olaf en inglés). Él también solicita específicamente que Violet actúe como la novia, y les dice que la Juez Strauss actuará como la juez que casa a la feliz pareja. Los niños, preocupados que sea un plan de Olaf, pasan el día en la casa de la Juez Strauss leyendo libros, hasta que la obra de Olaf, el hombre con ganchos en vez de manos va por ellos. Klaus se las arregla para llevarse un libro de leyes nupciales.
Klaus se pasa toda la noche leyendo y finalmente descubre el plan de Olaf. Olaf planea casarse con Violet por medio de la obra. La ley de esa comunidad específica que un juez debe estar presente y que la novia y el novio deben firmar un documento legal. También descubrió que la novia debe firmar con su propia mano, así, si la novia es diestra deberá firmar con su mano derecha. También la novia y el novio deben decir "acepto". Cuando Violet se entera por su hermano sobre el plan de Olaf ellos lo confrontan y descubren que el Conde había capturado a Sunny, colgándola en una jaula de la torre prohibida y los amenaza con matarla si Violet no coopera. Con la Juez Strauss actuando como juez, la boda será oficial y una vez que Olaf se case con Violet tendrá acceso a su fortuna. Esa noche, Violet inventa un garfio escalador con los materiales que tenía y planea escalar la torre prohibida para rescatar a Sunny. El garfio funciona pero en la torre estaba el hombre con garfios en vez de manos (un ayudante de Olaf) y hace que los 3 niños se quedan en dicha habitación hasta que empiece la obra. 
La obra comienza y tan pronto como Violet y Olaf se casan, Olaf anuncia que en realidad está casado con Violet y que no hay razón para continuar la obra. Tan pronto como Sunny es liberada de su jaula, Violet revela que es diestra pero firmó el documento matrimonial con su mano izquierda, lo que significa que la boda no es oficial. Olaf es derrotado, pero alguien de su grupo de teatro apaga las luces y antes de escapar Olaf le susurra a Violet que él se apoderará de su fortuna así sea lo último que haga en la vida y cuando lo haga la matará a ella y a sus hermanos; después él con su grupo escapan. 
Como los Baudelaire ya no tienen tutor, la Juez Strauss anuncia que se encargará de ellos pero el Sr. Poe le informa que debe ser un pariente el que cuide de los huérfanos. El libro termina con los niños en un coche, siendo conducidos hacia su siguiente tutor.
- Datos: Q678277